# Harrisburg
Harrisburg er hovedstad i den amerikanske delstat Pennsylvania. Byen, der har 50.099(2020) indbyggere, er administrativt centrum for det amerikanske county Dauphin County og ligger ved bredden af floden Susquehanna River.
Harrisburg er kendt for Three Mile Island-ulykken, der var tæt på at skabe en stor kernekraftulykke.